# Filip Hasa
Filip Hasa, född 11 maj 2000 i Uppsala, är en svensk ishockeyspelare som spelar för Frölunda HC i SHL. Hans moderklubb är Enköpings SK.

## Karriär
Filip flyttade tillsammans med familjen till Göteborg som 16-åring och klev då in i Frölundas ungdomsakademi. Säsongen 17/18 genomförde han sin SHL-debut i Frölunda.
Mellan 2019-2021 tillhörde Filip Almtuna IS i Hockeyallsvenskan och säsongen 2021/2022 spelade han för MoDo Hockey. Säsongen därpå vände han tillbaka till Frölunda i SHL.
Säsongen 2023/2024 ådrog sig Filip en whiplash-skada i en seriematch i SHL och blev utan spel resten av säsongen.